# منطقة دنكانال
دنكانال رمزها «DH» (بالإنجليزية: Dhenkanal)‏ ، هو تقسيم إداري لدولة الهند تتبع ولاية أوريسا (بالإنجليزية: Orissa)‏ ، مركزها هو مدينة دنكانال (بالإنجليزية: Dhenkanal)‏ عدد سكانها حسب تعداد سنة 2001 هو 1,065,983 ، مساحتها 4,597 كم² وكثافة السكان 232 لكل كم² .

## أعلام
- كالبانا داش